# Gila Lustiger

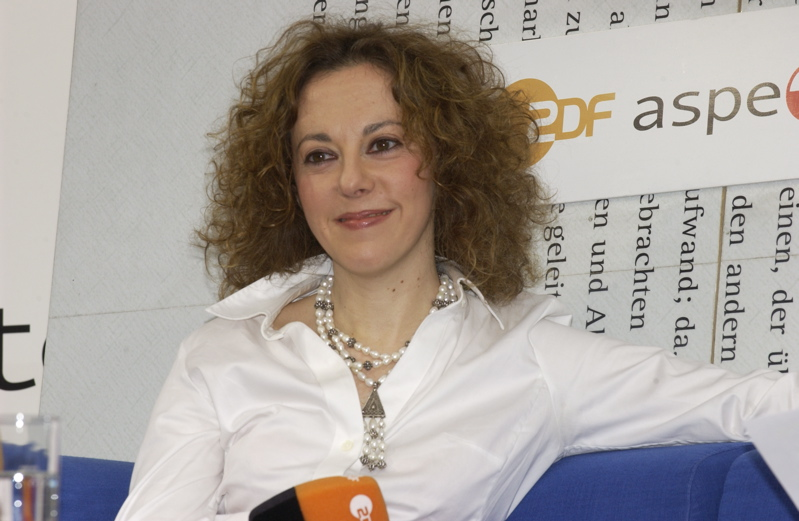
Gila Lustiger (2005)

Gila Lustiger (* 27. April 1963 in Frankfurt am Main) ist eine deutsche Schriftstellerin.

## Leben
Gila Lustiger ist die Tochter des deutsch-jüdischen Historikers Arno Lustiger (1924–2012). Sie ging 1981 nach Israel, wo sie von 1982 bis 1986 an der Hebräischen Universität in Jerusalem Germanistik und Komparatistik studierte. Von 1983 bis 1986 war sie zugleich Lektorin für Deutsche Literatur und Kinderliteratur in Tel-Aviv. 1987 zog sie mit dem Schriftsteller Emmanuel Moses nach Paris, wo sie bis heute ansässig ist. Bis 1989 arbeitete sie als Journalistin für das deutschsprachige Programm von Radio France Internationale und das ZDF. Seit 1989 ist sie als Lektorin für verschiedene französische Verlage tätig. Daneben veröffentlicht sie seit 1995 Romane. 1997 nahm sie am Ingeborg-Bachmann-Wettbewerb in Klagenfurt teil. Außerdem ist sie Mitglied im PEN-Zentrum Deutschland.
Gila Lustiger verarbeitete in ihrem ersten Roman Die Bestandsaufnahme jüdische Schicksale während des Dritten Reiches. Aus einer schönen Welt ist ein aus weiblicher Perspektive erzählter Eheroman. Mit dem autobiografischen Roman So sind wir, in dem sie die Geschichte einer jüdischen Familie im Nachkriegsdeutschland schildert, erzielte Lustiger einen Publikumserfolg; das Buch stand 2005 auf der Shortlist zum Deutschen Buchpreis. Ihr Kriminal- und Gesellschaftsroman Die Schuld der anderen wurde 2015 zum Bestseller. In ihm geht es vordergründig um die Aufklärung eines jahrzehntelang zurückliegenden Mordes an einer Studentin; dabei werden kriminelle Verflechtungen von skrupellosen Politikern, Lobbyisten und Großkonzernen deutlich. Im selben Jahr erhielt sie für ihr Romanprojekt Die Entronnenen den Robert-Gernhardt-Preis. 2016 wurde Lustiger mit dem Jakob-Wassermann-Literaturpreis sowie für ihren Essay Erschütterung − Über den Terror mit dem Horst Bingel-Preis für Literatur ausgezeichnet, 2017 erhält sie, insbesondere für Die Schuld der anderen und den Essay Erschütterung, den Stefan-Andres-Preis. Vom Oktober 2017 an war Lustiger für ein Jahr die erste Stadtschreiberin Ruhr.

## Werke
- Die Bestandsaufnahme. Berlin 1995.
- Aus einer schönen Welt. Berlin 1997.
- So sind wir. Berlin-Verlag, Berlin 2005, ISBN 3-8270-7859-8.
- Herr Grinberg & Co. Berlin 2008.
- Mathilda & Co., Eine Geschichte vom Glück. Bloomberg, Berlin 2008, ISBN 978-3-8270-5299-5.
- Woran denkst du jetzt? Roman. Berlin-Verlag, Berlin 2011, ISBN 978-3-8270-1017-9.
- Die Schuld der anderen. Roman. Berlin Verlag, Berlin 2015, ISBN 978-3-8333-1043-0.
- Erschütterung. Über den Terror. Essay. Berlin Verlag, Berlin 2016, ISBN 978-3-8270-1332-3.